# Astylopsis macula
Astylopsis macula là một loài bọ cánh cứng trong họ Cerambycidae.